# Mesabolivar nigridentis
Mesabolivar nigridentis är en spindelart som först beskrevs av Cândido Firmino de Mello-Leitão 1922.  
Mesabolivar nigridentis ingår i släktet Mesabolivar och familjen dallerspindlar. Inga underarter finns listade i Catalogue of Life.